# Fährschiff Typ I
Das Fährschiff Typ I war ein Schiffstyp der HADAG Seetouristik und Fährdienst AG, der in den 1950er Jahren für den Einsatz im Hamburger Hafen entwickelt wurde. Der Typ I war Teil des Typschiffsprogramms. Die Fähren für bis zu 200 Personen wurden für die Reiherstieg-Linie, eine Hafenfährlinie durch den gleichnamigen Seitenarm der Elbe, gebaut.

## Allgemeine Daten
Die Entwicklung des Schiffstyps I ging auf ein Neubauprogramm der HADAG zurück, das Ende der 1940er Jahre gestartet wurde, um die veraltete Flotte der Reederei zu ersetzen. Geplant waren fünf Hauptschiffstypen, die auf bestimmte Anforderungen des Hafenverkehrs zugeschnitten waren. Der Typ I wurde speziell für die Reiherstieg-Linie, eine Fährverbindung vom Baumwall, später von den St. Pauli-Landungsbrücken, durch den Reiherstieg bis in den Kattwykhafen, entwickelt. Die sechs Schiffe wurden in zwei Bauserien gebaut. Vier Schiffe entstanden in den Jahren 1952/1953, zwei weitere 1956. Sie wurden bis auf eine Ausnahme nach Hamburger Ortsteilen benannt.

## Technische Daten

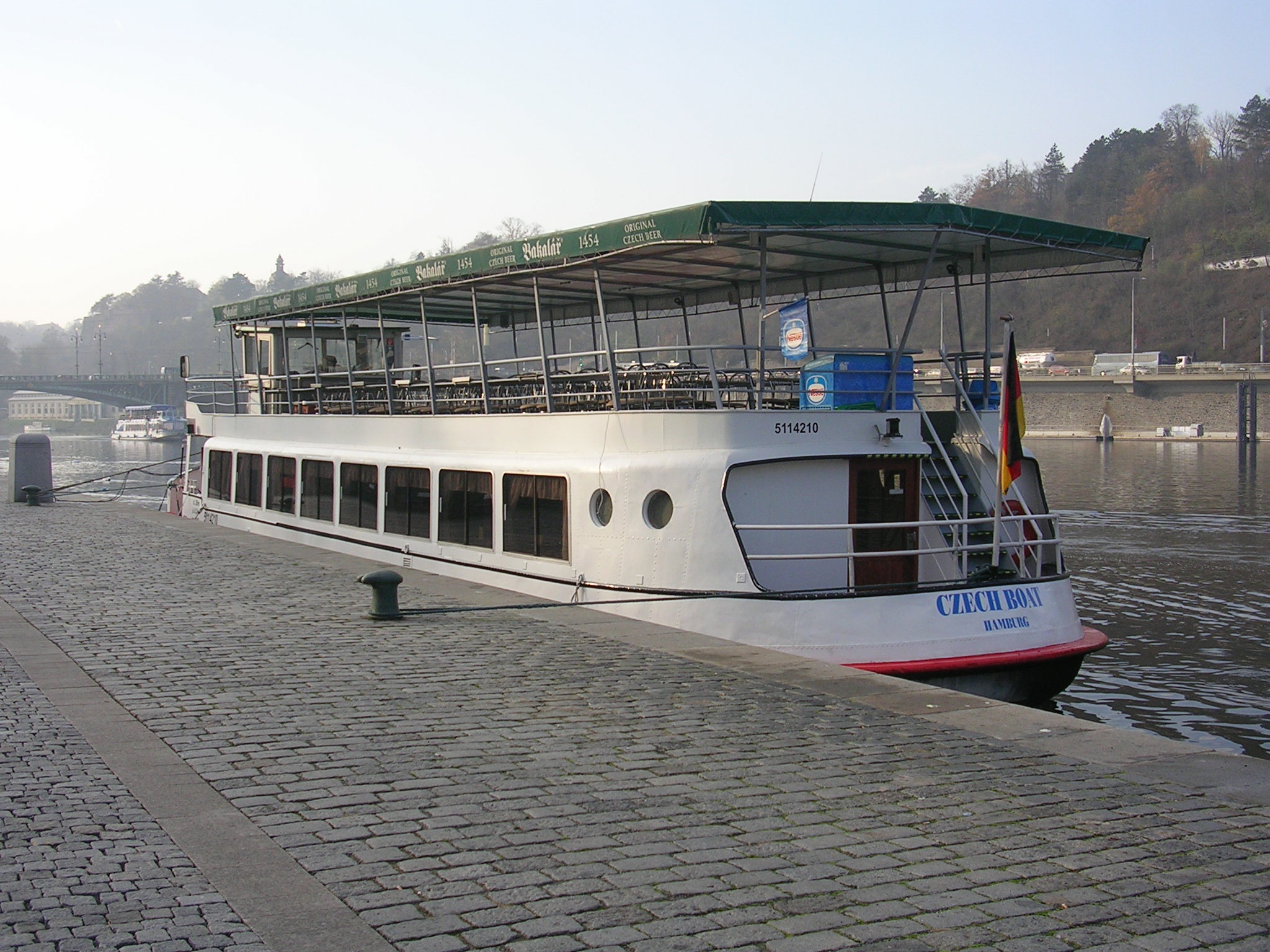
Das kleine Freideck am Heck hatten nur die beiden Schiffe der zweiten Bauserie. Das Oberdeck ist erst durch einen Umbau entstanden.

Die sechs Schiffe waren 21,16 bis 21,24 Meter lang und 6,30 bis 6,37 Meter breit. Der Tiefgang betrug 1,48 Meter, die Seitenhöhe 1,95 Meter. Sie waren flach gebaut, um die Brücken im Hafen unterfahren zu können, und hatten einen genieteten Rumpf aus Stahl. Die ersten vier 1952 und 1953 gebauten Schiffe hatten einen bis zum Heck geschlossenen Decksaufbau, die beiden 1956 in Dienst gestellten einen kürzeren Fahrgastraum, an den sich ein kleines Freideck anschloss.
Die Schiffe wurden dieselelektrisch angetrieben. Die Hauptmaschine war ein MAN-Schiffsdieselmotor des Typs W8V mit acht Zylindern, der bei einer Drehzahl von 860 Umdrehungen pro Minute (1/min) eine Leistung von 230 PS erreichte. Fahrgenerator und Fahrmotor stammten von AEG. Der Generator hatte eine Nennspannung von 440 Volt und eine Nennleistung von 145 Kilowatt (kW). Der Fahrmotor leistete 180 PS und erreichte eine maximale Drehzahl von 1500/min, die von einem Getriebe, Typ SA 32, des Herstellers Lohmann & Stolterfoht auf 450/min heruntergesetzt wurde. Die Schiffe wurden von einem Propeller von Theodor Zeise mit einem Durchmesser von 1,17 Metern angetrieben und erreichten eine Geschwindigkeit von 9,5 Knoten.
Das Gleichstrom-Bordnetz hatte eine Spannung von 110 Volt. Installiert war ein Generator von AEG, der eine Nennspannung von 115 Volt und eine elektrische Nennleistung von 12 kW bei 2500/min und 8 kW bei 1560/min hatte. Für die elektrische Versorgung bei stillstehender Hauptmaschine war ein kleiner Hilfsdieselmotor mit einer Leistung von 16 PS bei 1000/min des Typs MWM KDW 415 Z vorhanden, der einen Generator mit einer Leistung von 10 kW antrieb.

## Schiffe
Die sechs Schiffe des Typs I wurden von verschiedenen Werften in Hamburg gebaut. Drei Schiffe sind noch in Fahrt, zwei nicht mehr betriebsfähig und eines wurde abgewrackt.

### Kattwiek

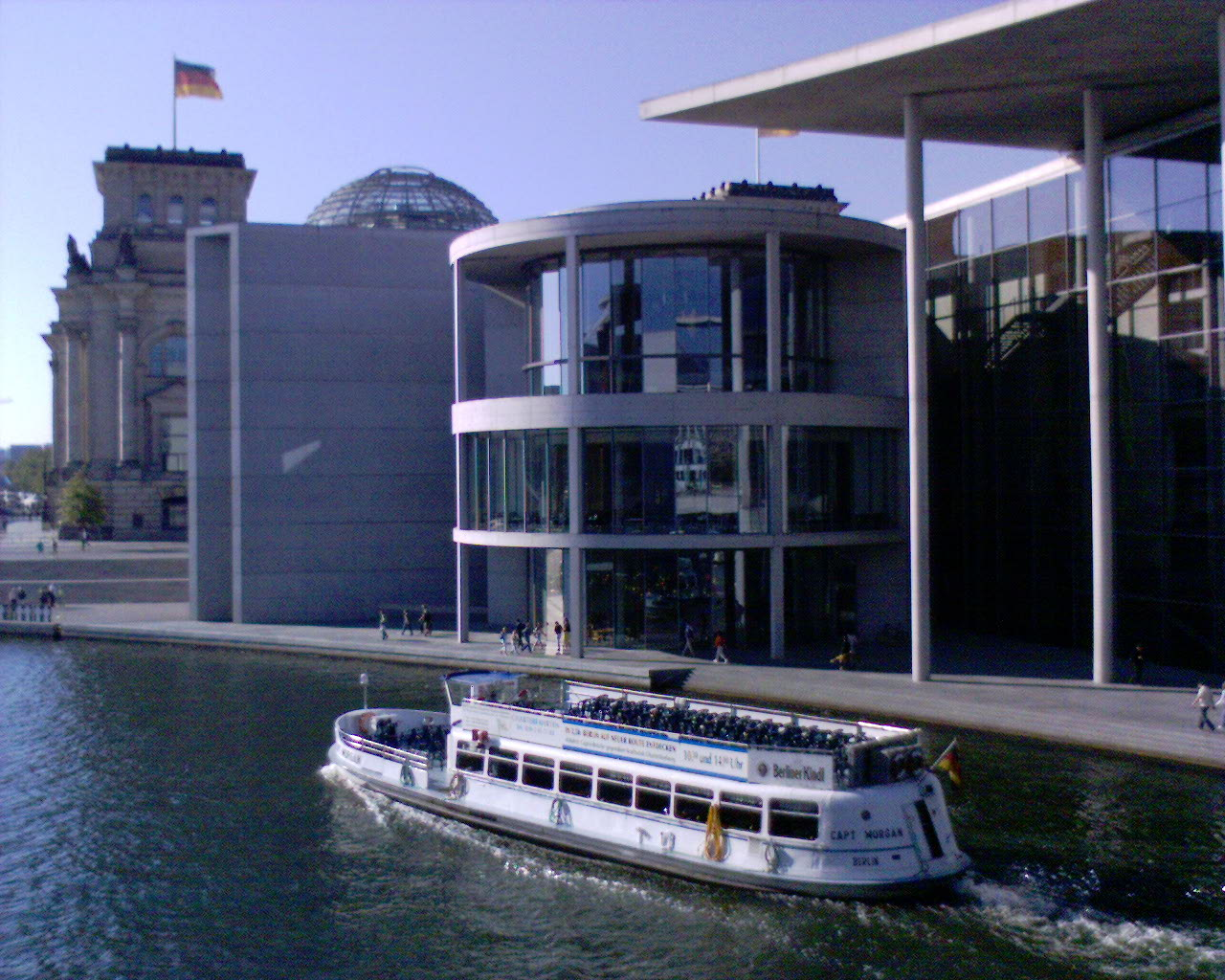
Die Capt. Morgan, ehemals Kattwiek, fährt als Ausflugsschiff in Berlin.

Die Kattwiek, benannt nach einer Elbinsel, entstand unter der Baunummer 517 auf der Johann-Oelkers-Werft. Sie lief am 31. Oktober 1952 vom Stapel, wurde am 27. März 1953 an die HADAG abgeliefert und am 2. April 1953 unter der Nummer 18 898 in das Binnenschiffsregister eingetragen. Das Schiff kollidierte am 18. Oktober 1961, als es das Fahrwasser der Elbe kreuzte, mit dem elbabwärts fahrenden Küstenmotorschiff Falke. Dabei wurden die Aufbauten der Kattwiek schwer beschädigt und sieben Personen leicht verletzt.
Die HADAG verkaufte das Fährschiff im April 1985. Die Kattwiek wurde in Hamburg umgebaut und erhielt ein Sonnendeck, bevor sie nach Berlin überführt wurde. Dort verkehrt das in Capt. Morgan umgetaufte Schiff seitdem im Ausflugsverkehr.

### Wilhelmsburg
Die Wilhelmsburg, benannt nach dem gleichnamigen Hamburger Stadtteil, wurde auf den Ottensener Eisenwerken gebaut. Sie entstand unter der Baunummer 459, lief am 16. Dezember 1952 vom Stapel, wurde am 2. April 1953 abgeliefert und unter der Nummer 18 897 in das Binnenschiffsregister eingetragen. Das Schiff wurde am 2. Mai 1980 in Holstentor umbenannt und nach Lübeck verkauft. Kurze Zeit später wurde es von der Förde Reederei Seetouristik in Flensburg übernommen. Seit 1985 befindet sich das Schiff, das in Orion umgetauft wurde, in Berlin, angekauft von der Reederei Becker. Es ist nicht mehr betriebsfähig.
Die Wilhelmsburg war das zweite Schiff der HADAG, das diesen Namen trug. Das erste Schiff war eine 1914 gebaute Weserfähre, die bis 1922 als Stadt Vegesack in Vegesack im Einsatz war und dann als Wilhelmsburg für den Reiherstieg Fährdienst in Hamburg fuhr. Vom 1. August 1939 bis zum 16. August 1940 gehörte das Schiff der HADAG. Seit dem 26. September 2008 trägt wieder eine Fähre der HADAG, ein Fährschiff Typ 2000, diesen Namen.

### Waltershof
Die Waltershof, ebenfalls nach einem Hamburger Stadtteil benannt, lief am 29. Januar 1953 unter der Baunummer 1089 auf der Werft Gustav Wolkau vom Stapel. Abgeliefert an die HADAG wurde das Schiff am 13. Mai 1953. Der Eintrag ins Binnenschiffsregister unter der Nummer 18 938 erfolgte am 4. September 1953. Das Schiff wurde am 4. April 1978 von der HADAG verkauft. Der neue Eigner aus Looperskapelle, einem Ortsteil der niederländischen Gemeinde Schouwen-Duiveland, taufte es in Karin um und setzte es als Touristenschiff vor der niederländischen Küste ein. Das Schiff liegt nicht mehr fahrtüchtig in Hasselt.
Ein Fährschiff Typ 2000 trägt seit dem 17. Februar 2004 wieder diesen Namen.

### Wettern
Die Wettern wurde unter der Baunummer 806 auf der Norderwerft gebaut. Sie erhielt als einziges Schiff des Typs nicht den Namen eines Hamburger Ortsteils. Wettern ist eine niederdeutsche Bezeichnung für Vorfluter zur Marschland-Entwässerung. Die Wettern lief am 21. Juli 1953 vom Stapel, wurde am 30. Juli 1953 abgeliefert und am 6. August 1953 unter der Nummer 18 931 ins Binnenschiffsregister eingetragen. Das Schiff sank am 29. Januar 1973 unerwartet vor dem Sandtorkai. Es sollte als Nachtfähre im Hafen eingesetzt werden und war an einem Ponton festgemacht, als es plötzlich Leck schlug und schnell über das Heck sank. Die Wettern wurde bereits am folgenden Tag gehoben und am 30. Mai 1975 zum Abwracken verkauft.

### Wandsbek

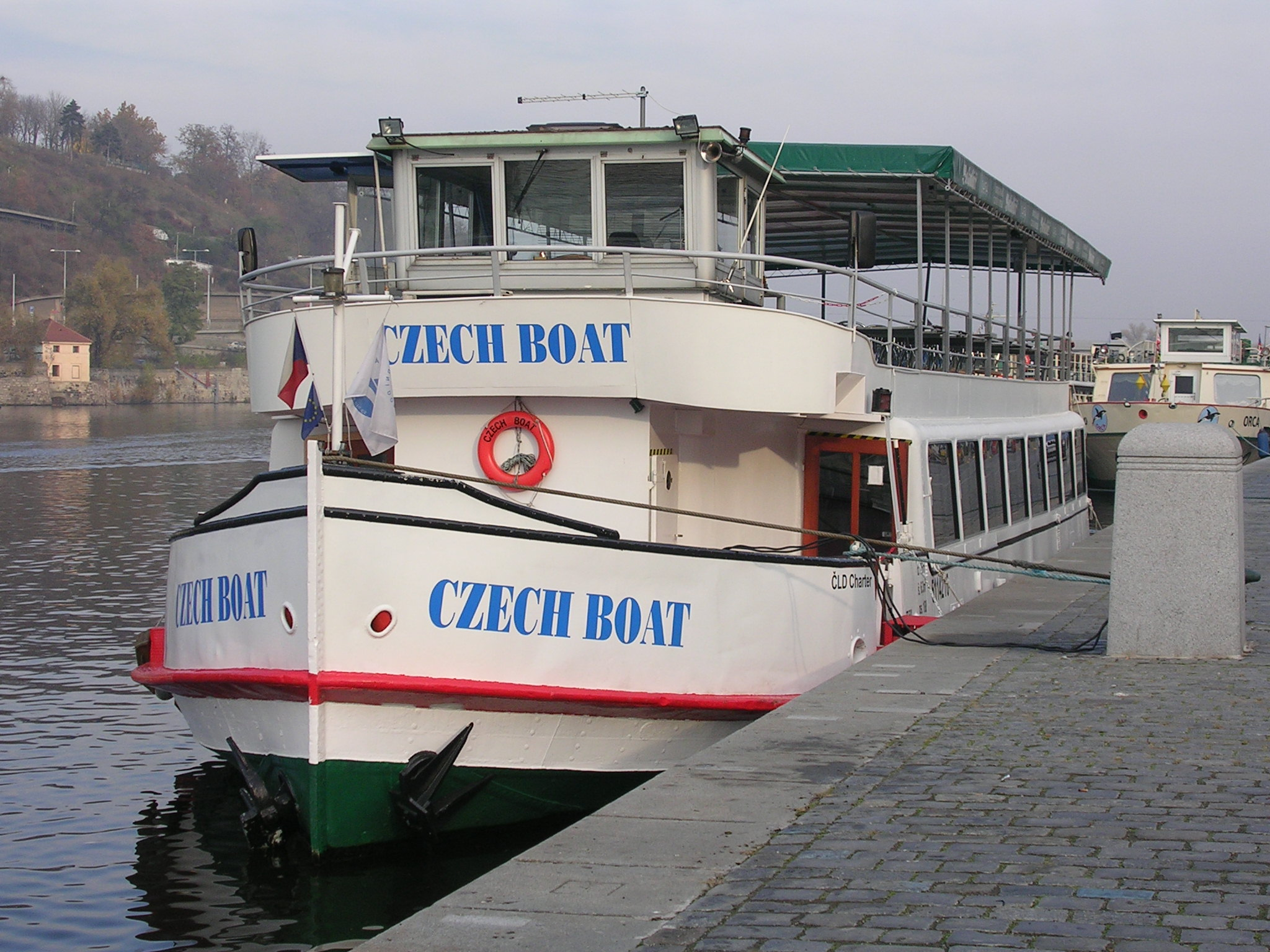
Die ehemalige Farmsen verkehrt als Czech Boat auf der Moldau in Prag.

Die Wandsbek, benannt nach dem Hamburger Stadtteil, entstand als zweites Schiff des Typs I auf der Norderwerft. Sie lief unter der Baunummer 822 am 19. Juni 1956 vom Stapel, wurde am 5. September 1956 an die HADAG abgeliefert und am 14. September 1956 unter der Nummer 19 286 ins Binnenschiffsregister eingetragen. Im Jahr 1978 wurde das Schiff für Fahrten auf dem Elbe-Seitenkanal zwischen Geesthacht und Lüneburg auf der Werft Pohl & Jozwiak umgebaut. Die Wandsbek erhielt eine neue Innenausstattung mit Einrichtungen zur gastronomischen Bewirtung sowie einen neuen Motor KHD SBF12M716 mit 12 Zylindern und einer Leistung von 313 kW. Die Geschwindigkeit des Schiffes wurde auf 11 Knoten gesteigert. 1985 wurde die Wandsbek nach Datteln verkauft und in Astor umbenannt. Sie fuhr bis 1994 auf den dortigen Kanälen. Am 1. April 1999 ging das Schiff an die damals neu gegründeten Ückeritzer Personenschifffahrt. Im Jahr 2009 fuhr die Astor von Karlshagen aus zur Insel Ruden, nach Wolgast und auf dem Peenestrom.

### Farmsen
Die Farmsen, ebenfalls nach einem Stadtteil benannt, wurde als letztes Schiff des Typs unter der Nummer 493 auf den Ottensener Eisenwerken gebaut. Sie lief am 13. August 1956 vom Stapel, wurde am 14. September 1956 abgeliefert und mit der Nummer 19 287 im Binnenschiffsregister eingetragen. Das Schiff wurde am 1. April 1980 an MBB verkauft und zwischen Teufelsbrück und Finkenwerder eingesetzt. Zwischen Oktober 1992 und 1994 war es in Hamburg aufgelegt, bevor es verkauft und auf einer Duisburger Werft auf 25,7 Meter verlängert wurde. Das Schiff wurde in Astor III umbenannt und erhielt einen Liegeplatz am Anleger Henrichenburg an der alten Schachtschleuse Waltrop, von wo es für Rundfahrten eingesetzt wurde. Seit Januar 2007 fährt das Schiff, das nun den Namen Czech Boat trägt, auf der Moldau in Prag.

### Bauliste
| Schiffsname bei HADAG | Indienst- stellung | Außerdienst- stellung | Bauwerft (Baunummer)        | Umbenennung (Jahr)                  | Verbleib                                                 | Zustand / Nutzung |
| --------------------- | ------------------ | --------------------- | --------------------------- | ----------------------------------- | -------------------------------------------------------- | ----------------- |
| Farmsen               | 1956               | 1980                  | Ottensener Eisenwerke (493) | Astor III (1994), Czech Boat (2007) | Prag                                                     | Fahrbetrieb       |
| Wandsbek              | 1956               | 1989                  | Norderwerft (822)           | Astor                               | Karlshagen                                               | Fahrbetrieb       |
| Wettern               | 1953               | 1975                  | Norderwerft (806)           | -                                   |                                                          | abgewrackt        |
| Waltershof            | 1953               | 1978                  | Gustav Wolkau (1089)        | Karin (1978)                        | Hasselt, Niederlande                                     | aufgelegt         |
| Wilhelmsburg          | 1953               | 1980                  | Ottensener Eisenwerke (459) | Holstentor (1980), Orion (1985)     | Lübeck (1980), Förde-Reederei Flensburg (1980er), Berlin | aufgelegt         |
| Kattwiek              | 1953               | 1985                  | Johann Oelkers (517)        | Capt. Morgan (1985) nach Umbau      | Berlin                                                   | Fahrgastschiff    |